# Хилльфон, Герта
Герта Мария Лилли-Мор Хилльфон, урождённая Форсберг (швед. Hertha Maria Lilli-Mor Hillfon; 2 июня 1921, Себро — 25 октября 2013, Стокгольм) — шведская художница, скульптор и керамист.

## Биография и творчество
Герта Форсберг родилась в 1921 году близ Хернёсанда. Она была четвёртой из четырнадцати детей Филипа Форстера, портного, и его жены Мерты Седвалль. Родители Герты увлекались рисованием, а мать также писала стихи. В 1943 году семья переехала в Стокгольм, где Герта вначале училась на медсетсру, а затем начала учиться в художественной школе Эдвина Оллера и в школе живописи Эдварда Берггрена. В 1942 году она вышла замуж за Гёсту Хилльфона; в 1943 году у них родился сын, а в 1945 — дочь.
В 1953 году Герта Хилльфон поступила в стокгольмскую Школу искусств и ремёсел (Konstfackskola), где в качестве основного предмета выбрала керамику: несколькими годами ранее она побывала в Италии и на неё огромное впечатление произвела этрусская керамика. Впервые свои работы в этом жанре она представила на выставке 1958 года, организованной Шведской ассоциацией искусств и ремёсел (Svenska Slöjdförening). В следующем году состоялась её первая персональная выставка, имевшая большой успех. Представленные на ней блюда и вазы были украшены изображениями лиц; некоторые из скульптур носили абстрактный характер.
В 1950-х годах Герта Хилльфон создавала скульптуры из глины, изображающие предметы повседневного обихода: буханки хлеба, предметы одежды, ножи и разделочные доски, и т. п. Она также начала получать многочисленные заказы, и в числе прочего выполнила в 1970 году настенный рельеф для Operaterass в Стокгольме, состоявший из 22 секций. Одним из её излюбленных образов стало изображение чувственных губ, которое она воспроизводила в глине, стекле, пластике и других материалах. Оно также присутствовало на гигантских глиняных масках, представлявших собой изображения женских лиц. Кроме того, Хилльфон нередко использовала растительные и анималистические мотивы.
В 1960-х годах скульптуры Герты Хилльфон стали появляться в общественном пространстве: как под открытым небом, так и в различных учреждениях: банках, больницах, школах, библиотеках. Крупнейшей её работой из терракоты стала скульптурная группа в Карлстаде, включающая более десяти монументальных скульптур. Для одной из школ в Сёдертелье Хилльфон создала шесть бронзовых скульптур, изображавших различных животных и птиц. Она также выполнила художественное оформление станции метро Danderyds sjukhus, в том числе скульптуры, рельефы из терракоты и мозаики.
На протяжении своей творческой карьеры Герта Хилльфон многократно принимала участие в различных выставках, как в Швеции, так и за рубежом: в США, Италии, Японии и пр. В 1962 году она стала лауреатом Премии Луннинга. В 1971 году Хилльфон стала членом Академии искусств. В 1991 году она была награждена Медалью Принца Евгения. В 1961 году брат Герты, Ларс, снял о ней фильм «Hertha Hillfon — keramiker».
Герта Хилльфон умерла в 2013 году и была похоронена на кладбище Скугсчюркогорден в Стокгольме. Её работы представлены в Национальном музее Швеции, Музее современного искусства, Музее Рёссов в Гётеборге и пр.
- Голова ребёнка
- Настенный рельеф «Sökaren»
- Статуя Астрид Линдгрен в Сольне
- Лицо и змея
- Крыло Икара